# Elden Ring Nightreign
Elden Ring Nightreign — компьютерная игра в жанре кооперативного action-RPG c элементами roguelike и королевской битвы, разработанная студией FromSoftware. Спин-офф игры 2022 года Elden Ring. Релиз проекта состоялся 30 мая 2025 года на консолях PlayStation 4, PlayStation 5, Xbox One, Xbox Series X/S, а также Windows; закрытое бета-тестирование состоялось в феврале 2025 года.

## Сюжет
Сюжет Nightreign является самостоятельным и разворачивается параллельно событиям Elden Ring. Отмечается, что на этот раз писатель Джордж Мартин не принимал участия в создании сценария. Действие происходит в Лимвельде, процедурно-генерируемом мире, параллельном Замогилью из оригинальной игры.

## Игровой процесс
Игра представляет собой action-RPG рассчитанное на кооперативное прохождение из трёх человек (хотя, также можно будет играть в одиночку, но не вдвоём). Сессии будут происходить в локации Замогилье, которая будет генерироваться случайным образом (детали будут меняться в произвольном порядке). Каждая сессия поделена на трёхдневные отрезки (длящиеся около 15-ти минут), в конце дня доступная область будет сужаться, поэтому ключевым аспектом прохождения является необходимость дойти до безопасной зоны, прокачать персонажа и сразиться со случайным боссом. Боссы будут включать как совершенно новых существ, так и противников из прошлых частей серии Dark Souls (в трейлере был показан Безымянный Король). Последние будут отличаться от своих версий из предыдущих игр, однако это в основном коснётся баланса (например, они будут быстрее и агрессивнее, поскольку в Elden Ring больше пространства для манёвра). Перед каждым новым днём игроки будут отправляться в Крепость Круглого стола, где смогут прокачаться, закупить реликвии и потратить местную валюту, «Мрак», на скины и эмоции. Ценность предметов будет отличаться в зависимости от его цвета.
На выбор будут представлены восемь героев (с уникальными навыками, в том числе ультимативными атаками), геймплейная механика одного из них будет связана с использованием Праха из Elden Ring. У каждого из персонажей будет своя история, которую игроки смогут открыть в процессе прохождения. Одним из главных факторов успеха партии, станет правильное объединение навыков персонажей между собой. При получении смертельного урона игроки смогут воскрешать друг-друга, для этого нужно атаковать поверженного товарища. Если игрок умирает до воскрешения — он возрождается с полным здоровьем, однако на него накладывается штраф в один уровень. Когда погибают все три персонажа — сессия заканчивается, всё обнуляется до первого дня, а герои возрождаются с начальными значениями. Вес экипировки не будет влиять на скорость персонажа. Герой сможет экипировать до трех видов оружия в каждую руку, которое можно будет использовать вне зависимости, прокачан он под его тип или нет.

## Разработка
Анонс проекта состоялся на церемонии The Game Awards 2024. Хотя многие элементы Nightreign вдохновлены такими играми, как Destiny, Fortnite и Diablo IV, команда разработчиков отмечает, что проект не является лайв-сервисом — весь контент будет доступен на релизе. Боевых пропусков не будет, также, авторы пока не планируют добавлять PvP-режимы. Геймдиректор Дзюнъя Исизаки подчеркнул: 
Nightreign в день релиза будет ощущаться полноценной, то есть в рамках покупки всё будет разблокировано. Мы не считаем её игрой-сервисом.
Глава FromSoftware Хидэтака Миядзаки не принимал участия в разработке Nightreign напрямую, вместо этого он предложил возглавить проект Дзюнъе Исизаки, так как ему «давно было пора проявить себя». Миядзаки одобрил идеи, предложенные Исизаки, и дал ему совет: «Делай как тебе хочется». «Этим он продемонстрировал, что доверяет мне, и тем самым придал уверенности» — отметил геймдиректор.
Elden Ring Nightreign поддерживает кросс-ген, однако в игре отсутствует возможность кросс-платформенного прохождения — игроки на Xbox и PlayStation не смогут играть друг с другом.

## Отзывы
| Сводный рейтинг       | Сводный рейтинг                        |
| Агрегатор             | Оценка                                 |
| --------------------- | -------------------------------------- |
| Metacritic            | (PC) 80/100 (PS5) 77/100 (XSXS) 84/100 |
| OpenCritic            | 81 (78 %)                              |
| «Критиканство»        | 64/100                                 |
| Иноязычные издания    |                                        |
| Издание               | Оценка                                 |
| 4Players              | 7/10                                   |
| Destructoid           | 8,5/10                                 |
| Digital Trends        | [ 19 ]                                 |
| Edge                  | 9/10                                   |
| Eurogamer             | [ 21 ]                                 |
| Game Informer         | 8/10                                   |
| GameSpot              | 9/10                                   |
| GamesRadar+           | [ 24 ]                                 |
| GameStar              | 71/100                                 |
| Hardcore Gamer        | 4/5                                    |
| IGN                   | 7/10                                   |
| Jeuxvideo.com         | 16/20                                  |
| NME                   | [ 29 ]                                 |
| PCGamesN              | 6/10                                   |
| PC Gamer (US)         | 80/100                                 |
| Push Square           | [ 32 ]                                 |
| RPGFan                | 75/100                                 |
| Shacknews             | 9/10                                   |
| The Guardian          | [ 35 ]                                 |
| VG247                 | [ 36 ]                                 |
| VideoGamer            | 9/10                                   |
| Video Games Chronicle | [ 38 ]                                 |
| Русскоязычные издания |                                        |
| Издание               | Оценка                                 |
| 3DNews                | 7/10                                   |
| GameMAG.ru            | 7/10                                   |
| GoHa.Ru               | «Середняк»                             |
| PlayGround.ru         | 6/10                                   |
| Riot Pixels           | 60 %                                   |
| StopGame.ru           | «Похвально»                            |
| «Игромания»           | 6,5/10                                 |
| «Канобу»              | 7,5/10                                 |

Согласно данным сайта-агрегатора Metacritic, игра получила «в целом положительные» отзывы, а на OpenCritic её порекомендовали 77 % критиков.
Али Шатлер из NME отметил, что Nightreign представляет собой необычное продолжение оригинальной игры, сосредоточенное на серии напряжённых сражений с боссами вместо исследования открытого мира. По его словам, отсутствие кроссплея и режима специально для двух игроков создаёт неудобства для части аудитории. Шатлер похвалил разработчиков за фокус на фанатском сообществе, но подчеркнул, что полюбить Nightreign непросто.